# منتخب سويسرا تحت 21 سنة لكرة القدم
منتخب سويسرا تحت 21 سنة لكرة القدم هو الممثل الرسمي لـ سويسرا في بطولات كرة القدم تحت 21 سنة. يشارك الفريق في بطولة أوروبا تحت 21 لكرة القدم التي تقام كل عامين.